# Микро-80
«Микро-80» — советский любительский 8-разрядный микрокомпьютер на основе микропроцессора К580ИК80А. Задумка о необходимости ознакомления и приобщения радиолюбителей СССР к массовому использованию микрокомпьютеров появилась в начале 1980-х годов и реализовалась в цикле статей под общим названием «Радиолюбителю о микропроцессорах и микро-ЭВМ». Начало публикаций было положено в сентябре 1982 года в популярном журнале «Радио», издававшемся в СССР тиражами около 1 миллиона экземпляров. Первые статьи цикла публикаций рассказывали об архитектуре микропроцессора и принципах построения устройств на нём. Принципиальная схема и рекомендации по сборке и отладке компьютера были опубликованы в журнале «Радио» в номерах со 2 по 10 за 1983 год. Это была самая первая в СССР публикация подобного рода.

## История создания
Создание прототипа «Микро-80» началось в 1978 году, когда по ошибке в МИЭМ пришла посылка из киевского НПО «Кристалл». В той посылке оказались микросхемы. Вскоре специалисты МИЭМ разобрались, что это отечественный аналог микропроцессора i8080 и периферийные контроллеры и решили создать свой ПК.
В 1979 году заработал первый образец микрокомпьютера. Как и в первых западных микрокомпьютерах, в качестве устройства отображения и клавиатуры использовался подсоединяемый по последовательному интерфейсу терминал, в данном случае — Videoton-340. Также был считыватель с перфоленты FS-1500. ОЗУ 4 Кбайт было выполнено на микросхемах К565РУ2 с организацией 1К×1 (позже ОЗУ увеличили ещё на 8 Кбайт). ПЗУ изначально не было вообще, и при холодном включении компьютера (как и в одном из первых американских микрокомпьютеров Altair 8800 1975 года) приходилось вручную тумблерами вводить программу загрузки блока с перфоленты. Когда через некоторое время после того, как компьютер заработал, стали доступны микросхемы i2708 (УФ-ПЗУ 1К×8), они были использованы для хранения ROM-BIOS и монитора, что избавило от необходимости постоянной загрузки их с перфоленты.

С. Н. Попов разработал текстовый видеоадаптер, работающий на обычный бытовой телевизор и клавиатуру, считываемую через ППА КР580ВВ55, что избавило от громоздкого промышленного терминала. После того, как была разработана система хранения данных на основе кассетного магнитофона, в 1980 году получился прототип полноценного бытового компьютера. После приведения в презентабельный вид он был показан заместителю министра радиопромышленности Н. В. Горшкову, но не встретил его понимания на предмет внедрения разработки. По воспоминаниям С. Н. Попова
Итак, 1980 год, мы, переполненые желанием всем рассказать и показать как это здорово — микропроцессор и компьютер, — начали тыкаться повсюду. Посещали всякие организации (ИТМ и ВТ, ИНЭУМ, НИИ Счетмаш…). А там, конечно, у всех свои планы и представления. Удалось по случаю показать машинку зам. министра Радиопромышленности СССР Горшкову. А надо сказать, что это министерство курировало почти всё производство вычислительной техники в СССР. Навсегда запомню невообразимую руководящую мудрость. Дословно: «Ребята, хватит заниматься ерундой. Персонального компьютера не может быть. Могут быть персональный автомобиль, персональная пенсия, персональная дача. Вы вообще знаете, что такое ЭВМ? ЭВМ это 100 квадратных метров площади, 25 человек обслуживающего персонала и 30 литров спирта ежемесячно!»

## Технические характеристики и особенности
- Процессор: К580ИК80А либо КР580ВМ80А (аналог i8080)
- Память: 2—64 Кбайт ОЗУ, 2 Кбайт ПЗУ
- Клавиатура: 61 клавиша
- Устройство вывода: бытовой телевизор, 32 строки по 64 символа, знакогенератор в ППЗУ (набор символов КОИ-7 Н2)
- Внешнее запоминающее устройство: бытовой кассетный магнитофон (скорость обмена — 1500 бод)

В предисловии к статье журнала «Радио» о компьютере «Радио-86РК» была допущена неточность — утверждалось, что «Микро-80» требовал более 200 микросхем. Под 200 корпусов набегало лишь вместе с необязательными и нужными лишь раз отладочным пультом и громоздким прошивателем РПЗУ. А в самом компьютере даже в максимальной конфигурации с ОЗУ 64 КБ число микросхем не превышало 120, а при замене части ИМС на более современные число корпусов сокращалось ещё вдвое. Собрать конфигурацию с 64 КБ на дефицитных, только-только освоенных промышленностью 565РУ3, которые даже 3—4 года спустя нужные при сборке «Радио 86РК», были ещё дефицитом, было крайне сложно. Первоначально было достаточно 4—16 КБ.
«Микро-80» конструктивно построен модульно с использованием кросс-платы, как и первые американские микрокомпьютеры: Altair 8800, SWTPCSWTPC 6800 и IMSAI 8080. Благодаря модульности и возможности отладки этих модулей по отдельности настройка «Микро-80», несмотря на сравнительно большое число корпусов, была существенно проще, чем настройка последующего компьютера «Радио-86РК».

## Резонанс на журнальную публикацию
Идея самостоятельно построить компьютер заинтересовала многих радиолюбителей. В редакцию журнала «Радио» стали приходить письма с просьбами упростить конструкцию «Микро-80» и для облегчения сборки разработать для него печатные платы. Потому вскоре, уже в 1986 году, те же авторы опубликовали намного более простой компьютер «Радио 86РК», содержащий всего 29 микросхем.

## Публикации
Цикл статей «Радиолюбителю о микропроцессорах и микро-ЭВМ». Авторы: Г. Зеленко, В. Панов, С. Попов
- Первый шаг (журнал «Радио» № 9, стр. 33, 1982)
- Система команд микропроцессора КР580ИК80 (журнал «Радио» № 10, стр. 24, 1982)
- Знакомство с программированием (журнал «Радио» № 11, стр. 38, 1982)
- Знакомство продолжается (журнал «Радио» № 12, стр. 31, 1982)
- Процессорный модуль микро-ЭВМ (журнал «Радио» № 2, 1983)
- Модуль статической памяти (журнал «Радио» № 3, 1983)
- Отладочный модуль микро-ЭВМ (журнал «Радио» № 4, 1983)
- Модуль программатора ППЗУ (журнал «Радио» № 6, 1983)
- Дисплейный модуль (журнал «Радио» № 7/8, 1983)
- Модуль сопряжения (журнал «Радио» № 9, 1983)
- Модуль динамического ОЗУ (журнал «Радио» № 10, 1983)
- Программное обеспечение микро-ЭВМ (журнал «Радио» № 11/12, 1983)
- Бейсик для «Микро-80» (журнал «Радио» № 1/2/3, 1985)
- Программирование на Бейсике (журнал «Радио» № 2/3, 1986)